# Plecia tijbodensis
Plecia tijbodensis är en tvåvingeart som beskrevs av Edwards 1927. Plecia tijbodensis ingår i släktet Plecia och familjen hårmyggor. Inga underarter finns listade i Catalogue of Life.